# 龙头乡 (扶绥县)
龙头乡，是中华人民共和国广西壮族自治区崇左市扶绥县下辖的一个乡镇级行政单位。

## 行政区划
龙头乡下辖以下地区：
龙头社区、滕广村、旧庄村、凤庄村、肖汉村、那塘村、坛龙村、那贵村和林旺村。